# Guillaume Boëry
Guillaume Barthelémy Boëry, né le 30 décembre 1748 à Chénérailles (Creuse) et décédé le 15 juillet 1822 à Châteauroux, est un homme politique français, pendant la Révolution française et le Premier Empire.

## Biographie
Guillaume Boëry est le fils de Pierre Boëry, procureur du roi en la châtellenie de Chenérailles, et le petit-fils de Guillaume Miquel, procureur du roi en celle de Jarnages. Il est avant la Révolution française avocat puis président en l'élection de Châteauroux. Il est franc-maçon. Premier échevin de Châteauroux en 1788, il est élu député (tiers état) du bailliage du Berry pour les États Généraux. Il siège du 26 mars 1789 au 30 septembre 1791. Il soutient sans succès aux Jacobins une motion contre un député qui ne reconnaitrait plus l'autorité du roi.
Guillaume Boëry est ensuite élu juge à Châteauroux. Député de l'Indre au Conseil des Cinq-Cents, il approuve le coup d'État du 18 brumaire de Napoléon Bonaparte et est désigné par le Sénat Conservateur comme membre du Corps législatif (majorité) où il siège de 1799 à 1814. Nommé en 1804 Directeur des droits réunis dans l'Indre, il le demeure jusqu'en 1816 puis est nommé Président honoraire du tribunal de Châteauroux. Il est fait chevalier de l'Empire en 1811. Il décède onze ans plus tard, à l'âge de 73 ans. Il est le grand-oncle d'Étienne de Saint-Martin (1831-1911), député de l'Indre.

## Distinctions
- Chevalier de la Légion d'honneur (1810)
- Chevalier de l'Empire (1811)